# Leptopecten camerella
Leptopecten camerella är en musselart som först beskrevs av S. S. Berry 1968.  Leptopecten camerella ingår i släktet Leptopecten och familjen kammusslor. Inga underarter finns listade i Catalogue of Life.